# 힐 사면체
기하학에서 힐 사면체(영어: Hill tetrahedra)는 공간 채우기 사면체족이다. 1896년에 유니버시티 칼리지 런던의 수학 교수 M. J. M. Hill이 발견했으며, 힐 사면체가 정육면체와 가위 합동이라는 것을 밝혔다.

## 구성
모든 {\displaystyle \alpha \in (0,2\pi /3)}에 대해서 {\displaystyle v_{1},v_{2},v_{3}\in \mathbb {R} ^{3}}을 그 사잇각이 {\displaystyle \alpha }인 세 단위벡터로 정의하자. 힐 사면체 {\displaystyle Q(\alpha )}는 다음과 같이 정의한다:
{\displaystyle Q(\alpha )\,=\,\{c_{1}v_{1}+c_{2}v_{2}+c_{3}v_{3}\mid 0\leq c_{1}\leq c_{2}\leq c_{3}\leq 1\}.}
{\displaystyle Q(\pi /2)}인 특별한 경우는 일반적으로 {\displaystyle Q}라고 부르며 사면체의 모든 면이 직각삼각형으로, 두 면은 {\displaystyle (1,1,{\sqrt {2}})}이고 다른 두 면은 {\displaystyle (1,{\sqrt {2}},{\sqrt {3}})}이다. 루트비히 슐레플리(Ludwig Schläfli)는 {\displaystyle Q}를 orthoscheme의 특별한 경우로 연구하였고, 콕서터는 {\displaystyle Q}를 정육면체 공간채우기의 특성 사면체라고 불렀다.

## 특성
- 정육면체는 6개의 {\displaystyle Q}로 채울 수 있다.
- 모든 {\displaystyle Q(\alpha )}는 세 다포체로 분할해서 각기둥으로 바꿀 수 있다.

## 일반화
1951년에 후고 하트비거(Hugo Hadwiger)는 힐 사면체를 다음과 같이 n차원으로 일반화하였다.
{\displaystyle Q(w)\,=\,\{c_{1}v_{1}+\cdots +c_{n}v_{n}\mid 0\leq c_{1}\leq \cdots \leq c_{n}\leq 1\},}
이 때 벡터 {\displaystyle v_{1},\ldots ,v_{n}}는 모든 {\displaystyle 1\leq i<j\leq n}에 대해서 {\displaystyle (v_{i},v_{j})=w}를 만족하고 {\displaystyle -1/(n-1)<w<1}이다. 하트비거는 이와 같은 모든 단체는 초입방체와 가위 합동이라는 것을 증명하였다.

## 같이 보기
- Schläfli orthoscheme

## 참고 문헌
- M. J. M. Hill, Determination of the volumes of certain species of tetrahedra without employment of the method of limits, Proc. London Math. Soc., 27 (1895–1896), 39–53.
- H. Hadwiger, Hillsche Hypertetraeder, Gazeta Matemática (Lisboa), 12 (No. 50, 1951), 47–48.
- H.S.M. Coxeter, Frieze patterns, Acta Arithmetica 18 (1971), 297–310.
- E. Hertel, Zwei Kennzeichnungen der Hillschen Tetraeder, J. Geom. 71 (2001), no. 1–2, 68–77.
- Greg N. Frederickson, Dissections: Plane and Fancy, Cambridge University Press, 2003.
- N.J.A. Sloane, V.A. Vaishampayan, Generalizations of Schobi’s Tetrahedral Dissection, arXiv:0710.3857.